# Викид в Армянську
Викид у Армянську — викид у повітря шкідливої хімічної речовини починаючи з 24 серпня 2018 р.  Джерелом викиду є завод Кримський титан.
Окрім Армянська постраждали і прилеглі населенні пункти, зокрема Красноперекопськ (Яни-Капу).

## Історія
За словами представника Міноборони України, 13—19 серпня 2018 року підрозділи ЗС РФ проводили стрільби в районах розташування відстійників відходів хімічного виробництва титанового та содового заводів. Внаслідок влучень снарядів зазначені об'єкти були пошкоджені, що призвело до суттєвого погіршення екологічного становища на всій півночі окупованого Криму.
У ніч з 23 на 24 серпня 2018 року в Армянську стався викид невідомої речовини. 28 серпня 2018 року окупаційна влада заявила, що ситуація в Армянську «виходить за межі норми», причиною викидів шкідливої речовини на півночі півострова є спека і тривала відсутність опадів. За попередніми даними досліджень, причиною забруднення є випаровування вмісту кислотонакопичувача, використовуваного «Кримським Титаном». За даними Міністерства з питань тимчасово окупованих територій і внутрішньо переміщених осіб України, підприємство «Кримський Титан» являє собою екологічну загрозу для Херсонської області.
Голова Меджлісу кримськотатарського народу Рефат Чубаров уважає, що єдиним ефективним заходом для запобігання отруєння навколо заводу «Кримський Титан» на півночі Криму може бути деокупація півострова і повне припинення українською владою діяльності цього заводу:
|  | «Почалося обережне зондування можливості відновлення подачі дніпровської води в тимчасово окупований Крим по Північно-Кримському каналу. Тепер в якості аргументів, покликаних розжалобити офіційну владу України і міжнародне співтовариство, російські окупанти використовують наслідки екологічної катастрофи, викликаної отруйними викидами заводу «Кримський Титан». За твердженням російських окупантів, нестача води для заповнення відстійників, мовляв, привела до надмірної концентрації кислоти, що стало причиною отруєння околиць», — Чубаров. |

Окупаційна влада в особі «Росспоживнагляду» спочатку заявляла, що відхилень у пробах води та ґрунту в районі Армянська не виявлено, і вони перебувають «у межах норми».
3 вересня на Херсонщині було виявлено перевищення вмісту токсичних промислових речовин у повітрі. Також у пробах ґрунту, взятих 31 серпня у місцях постійного моніторингу на Херсонщині, виявлено перевищення вмісту сульфатів порівняно з минулими роками.
4 вересня повідомили, що в Армянську концентрація сірчистого ангідриду перевищила норму.
У зв'язку з забрудненням повітря жителів міста безкоштовно забезпечать марлевими пов'язками.
На адміністративній межі з окупованим Кримом зафіксували перші випадки отруєнь українських прикордонників, які працюють у безпосередній близькості від заводу «Кримський титан»[уточнити] .
З 6 вересня про проблему почали писати поважні західні видання — Deutsche Welle, Вашингтон Пост та BBC. 
22 вересня голова адміністрації Армянська повідомив, що режим надзвичайної ситуації буде відмінено 23 вересня 2018 року.
Віце-прем'єр Криму Юрій Гоцанюк заявив, що 4 тисячі дітей, евакуйованих з Армянська і околиць, повернуться додому 25 і 26 вересня.
Починаючи з 11 жовтня 2018 року на погіршення самопочуття почати скаржитися мешканці Армянська, сусідніх сіл, а також Красноперекопська. До однієї з мешканок, яка прагнула потрапити на прийом до голови міської адміністрації Армянська Василя Теліженка, прийшли співробітники поліції й попередили, щоб жінка не порушувала російське законодавство про мітинги. Після того як вона й ще сім батьків, чиї діти скаржились на самопочуття, прийшли на прийом до Теліженка, державний телеканал «Крим 24» показав сюжет, де цих батьків названо «ударними форвардами фейкових новин», які роблять самопіар для українських ЗМІ.

## Наслідки
- Чимало жителів Армянська отримали захворювання дихальних шляхів — пневмонію, опік слизових оболонок носа та рота.
- Частими стали випадки втрати свідомості, принаймні, серед великою кількості пацієнтів, що були госпіталізовані. [17]
- Пожухли дерева і трава.
- На металевих речах з'явилося окислення.
- У повітрі стояв їдкий запах кислоти

Жителям рекомендовано обмежити перебування на відкритому повітрі, зачинити вікна і двері, захищати органи дихання ватно-марлевими вологими пов'язками, митися і купатися з рясним проточним водовикористанням.

### Зупинка виробництва
4 вересня оголосили, що завод «Титан» поступово на два тижні зупинить роботу через перевищення допустимої норми концентрації шкідливих речовин у повітрі.
Згодом виявилось, що остаточно завод зупиниться не раніше 9 вересня.

### Евакуація
Окупаційна влада почала масову евакуацію дітей.
4 вересня, через 18 днів після першого викиду було оголошено, що з Армянська вивозять всіх дітей через забруднення повітря. Оголосили двотижневі канікули для шкіл і дитячих садів Армянська.
За даними російських джерел, станом на 5 вересня з міста вивезено на оздоровлення майже 3 тисячі осіб. Їх розміщують у відпочинкових таборах і санаторіях Євпаторії, Бахчисарайського та Сакського районів.

### Ситуація у Херсонській області
6 вересня через хімвикид контрольні пункти в'їзду-виїзду «Каланчак» і «Чаплинка» тимчасово припинили роботу[уточнити]. В штатному режимі залишився працювати тільки КПВВ «Чонгар», який не знаходиться в зоні ураження.
7 вересня стало відомо, що через в результаті викиду в Армянську на Херсонщині отруїлися 37 українських прикордонників, з них п'ятеро шпиталізовано.
У пробах ґрунту, взятих 5 вересня у Каланчацькому та Чаплинському районах, було зафіксовано істотне збільшення концентрації у ґрунті сульфатів та хлоридів.

## Надзвичайний стан
13 вересня стався ще один більш потужний викид. Окупанти радять міськраді ввести надзвичайний стан , через перевищення гранично допустимої концентрації шкідливих речовин в 5 разів. Хлороводень і сірчаний ангідрид перевищують концентрацію в повітрі в 9-11 разів, проте, за запевненням окупантів, це не несе ніякої загрози, а лише викликає легке емоційне роздратування[джерело?].